# Hỗ Thành
Hỗ Thành (tiếng Trung: 扈成; ? – 1130?), ngoại hiệu Phi Thiên Hổ (飞天虎), là tướng lĩnh Nam Tống trong lịch sử Trung Quốc, đồng thời cũng xuất hiện trong tiểu thuyết cổ điển Thủy hử của Thi Nại Am.

## Nguyên hình lịch sử
Hỗ Thành là thuộc cấp của tướng Đỗ Sung, theo Sung nhiều lần chiến đấu chống quân Kim. Năm 1129, Đỗ Sung rút khỏi Khai Phong về Kiến Khang, gây áp lực cho triều đình, buộc Tống Cao Tông phong bản thân làm Hữu tướng kiêm Giang Hoài tuyên phủ sứ, trấn thủ Kiến Khang. Trên đường rút chạy, các tướng dưới trướng của Đỗ Sung là Lưu Kinh, Hỗ Thành, Thích Phương,... cho quân đi cướp bóc dân chúng.
Năm 1130, Đỗ Sung bị triều đình Nam Tống cô lập, sau đó buộc phải hàng Kim. Nhạc Phi, Lưu Kinh, Hỗ Thành, Thích Phương,... cũng từng người tìm lối ra. Hỗ Thành đóng quân ở huyện Kim Đàn. Thích Phương muốn cướp lấy quân của Thành, bèn đến địa giới Kim Đàn, mời Thành đến gặp rồi cho quân cầm giáo mai phục. Hỗ Thành đến nơi, bị quân Thích Phương đâm chết. Thừa dịp rối loạn, Thích Phương cùng Lưu Kinh dẫn quân cướp phá các nơi.
Năm 1131, triều đình phái thống chế Nhạc Phi, chiêu thảo sứ Trương Tuấn đến trấn áp. Lưu Kinh bị bắt chém. Thích Phương dẫn quân đầu hàng Trương Tuấn. Tống sử ghi lại quân Hỗ Thành bị Nhạc Phi, Trương Tuấn thu thập, nhưng có khả năng chi tiết này chỉ đội quân của Hỗ Thành bị Thích Phương chiếm đoạt.

## Hỗ Thành trongThủy hử
Hỗ Thành là con trai trưởng của Hỗ thái công, chủ nhân của Hỗ gia trang trên đồi Độc Long thuộc phủ Tế Châu. Trên đồi Độc Long có ba nhà địa chủ họ Chúc, họ Lý và họ Hỗ. Do đồi Độc Long ở gần Lương Sơn Bạc nên ba nhà hẹn liên minh đề phòng thổ phỉ Lương Sơn đến đánh cướp. Em gái của Hỗ Thành là Nhất Trượng Thanh Hỗ Tam Nương cũng được đính hôn với con trai thứ ba của Chúc triều phụng là Chúc Bưu.
Quân Lương Sơn do đầu lĩnh Tống Giang cầm đầu tấn công Chúc gia trang. Hỗ Tam Nương dẫn gia đinh của Hỗ gia trang đi giúp đỡ. Sau đó, Hỗ Tam Nương sau đó bị đầu lĩnh Lâm Xung bắt làm tù binh. Hỗ Thành bèn đến trại xin đầu hàng Tống Giang để đổi lấy em gái, cũng hứa sẽ cắt đứt trợ giúp đối với Chúc gia trang, giúp quân Lương Sơn bắt giữ người Chúc gia trang bỏ trốn. Khi Chúc gia trang bị quân Lương Sơn tiêu diệt, Chúc Bưu chạy sang Hỗ gia trang, bị Hỗ Thành bắt giữ. Đầu lĩnh Lương Sơn là Lý Quỳ truy sát Chúc Bưu, tiện tay thảm sát Hỗ gia trang. Hỗ Thành may mắn trốn thoát, về sau làm quan quân ở đất Phổ Đông.
Về sau, Hỗ Thành lưu lạc đến nước Xiêm La, bắt được mối làm ăn, chuyên buôn bán hải sản ở Đăng Châu. Sau có kẻ ganh ghét, vu cáo trước quan phủ, Hỗ Thành phải chạy trốn. Trên đường Hỗ Thành vô tình cứu được mẹ Nguyễn Tiểu Thất. Hai bên trao đổi, lúc này mới biết Hỗ Tam Nương đã lấy Vương Anh, hai vợ chồng đều bị Trịnh Ma Quân giết chết khi quân Lương Sơn đánh Phương Lạp.